# 哈薩克—俄羅斯關係
俄哈關係或哈俄關係（俄语：Казахстанско-российские отношения），是指哈薩克斯坦與俄羅斯聯邦的雙邊對外關係。哈薩克斯坦在莫斯科設有大使館，在聖彼得堡，阿斯特拉罕和鄂木斯克有總領事館。俄羅斯在努尔苏丹有一個大使館，並在阿拉木圖和烏拉爾斯克設有領事館。双方都为独联体及集體安全條約組織成员国，是传统軍事和政治盟友。

## 概觀
哈薩克斯坦和俄羅斯都是橫跨歐亞的國家，上海合作組織的創始成員，也是集體安全條約組織的成員，也是歐洲-大西洋合作委員會和獨立國家聯合體的成員。兩國還與白俄羅斯建立了歐亞經濟聯盟。 近年來，哈薩克斯坦試圖通過以低廉的價格向其北部鄰國出售石油和天然氣來平衡雙方的關係，允許俄羅斯企業進行大量投資，並就拜科努爾航天中心達成協議，同時協助西方國家的反恐戰爭。

## 邊界協議
2005年1月，俄羅斯總統弗拉基米爾普京和哈薩克斯坦總統納扎爾巴耶夫簽署了一項批准邊界官方地圖的協議。2009年5月23日，這兩個國家在哈薩克斯坦阿特勞和俄羅斯阿斯特拉罕省之間的7,591公里（4,717英里）的邊界上劃定了他們的第1個邊界標誌。預計劃界工作需要15年完成。

## 歷史
俄罗斯外长拉夫罗夫於2021年11月9日在官媒《俄罗斯报》上发表文章论述俄罗斯与哈萨克斯坦关系。这篇文章把两国关系称赞为兄弟和盟友的同时，更特别提到了哈萨克社会中目前弥漫的排斥讲俄语居民的情绪。拉夫罗夫把出现这种现象的原因归咎于外部力量在当地社会中的舆论宣传，目的是培养哈萨克民族主义和抹黑两国合作。
哈萨克斯坦正在加紧推动城市和街道以及地区地名的改名。一些地方过去带有俄罗斯和苏联色彩的地名被重新以哈萨克特点的名称取代。比如以俄国探矿先驱命名的济良诺夫斯克现已被改名为阿勒泰镇。此外，哈萨克斯坦已决定放弃使用俄文的西里尔字母，经过过渡后，书面文字将使用拉丁字母。
2022年，哈薩克斯坦发生大规模抗议后，俄罗斯以哈薩克斯坦抗議为外部策動为由，与其他集體安全條約組織的成員国派遣维和部队进入哈萨克斯坦。俄罗斯空军驻奥伦堡的军团亦前往哈萨克斯坦增援。而统一俄罗斯党总委员会书记安德烈·图尔恰克也代表该党发布声明，支持集安组织出兵与哈萨克斯坦政府“为恢复该国宪法秩序”所做的努力。他个人亦推测对军警采取极端暴力行为的示威者“显然是伊斯兰主义者”，“训练有素的武装分子可能在阿富汗接受過训练”。
2022年俄罗斯入侵乌克兰后，哈萨克斯坦与俄罗斯的关系急剧恶化。包括哈萨克斯坦外交部长在内的哈萨克斯坦领导人谴责俄羅斯的入侵行為，并拒绝承认顿涅茨克人民共和国和卢甘斯克人民共和国。之後哈薩克斯坦向乌克兰提供援助。出於對俄罗斯发动侵略的擔憂，哈薩克斯坦增加了本國的軍費开支並且加強戰備训练。俄罗斯則暂停向哈薩克斯坦提供石油。2022年7月8日，哈萨克斯坦退出独联体跨国货币委员会。
在2022年俄羅斯動員令之後，哈薩克湧入大量俄羅斯人，以避免被徵召到烏克蘭作戰。托卡耶夫總統命令他的政府説明那些“由於目前絕望的局勢”而離開的俄羅斯人，這是“一個政治和人道主義問題”。.

## 國家比較
|          | 俄羅斯聯邦 | 哈薩克斯坦共和國 |
| -------- | --- | --- |
| 國徽     | | |
| 國旗     | 俄罗斯 | 哈萨克斯坦 |
| 地图     | | |
| 人口     | 144554993（2017年估计）                                                                                                | 18050488 （2017年估计） |
| 面積     | 17075400 km2（6592800 sq mi）                                                                                          | 2724900 km2（1052100 sq mi） |
| 人口密度 | 8/km2 (21/sq mi) | 6.49/km2 (16.8/sq mi) |
| 時區     | 9 | 2 |
| 首都     | 莫斯科 | 努爾蘇丹 |
| 最大城市 | 莫斯科 (pop. 11503501, 15500100 Metro)                                                                                 | 阿拉木圖 (pop. 1703481, 2460420 Metro) |
| 政府     | 聯邦半總統制 立憲共和國                                                                                                | 單一制總統制 共和國 |
| 官方語言 | 俄語 (事實上和法律上)                                                                                                  | 哈薩克語; 俄語 |
| 主要宗教 | 41%的俄罗斯东正教，13%的非宗教，6.5%的伊斯兰教，4.1%的无党派基督徒，1.5%的其他东正教，3.4%的其他宗教（2012年人口普查） | 70.4% 伊斯兰教， 24.7% 基督教， 4.2% 无党派， 0.3% 民间宗教， 0.2% 佛教， 0.1% 其他宗教 （2010）                                               |
| 主要民族 | 80.90%俄罗斯人， 3.96%其他印歐民族， 8.75%突厥人， 3.78%高加索民族， 1.76% 芬诺-乌戈爾人和其他人 （2010 年人口普查）   | 63.6%哈萨克人，23.3%为俄羅斯人，2.9%为乌兹别克人，2.0%为乌克兰人，1.4%为维吾尔人，1.2%为塔塔尔人，1.1%为德意志人，4.5%为其他（2010年人口普查） |